# Бретешть (Ясси)
Бретешть, Бретешті (рум. Brătești) — село у повіті Ясси в Румунії. Входить до складу комуни Столнічень-Прежеску.
Село розташоване на відстані 309 км на північ від Бухареста, 66 км на захід від Ясс.

## Населення
За даними перепису населення 2002 року у селі проживали 1882 особи.
Національний склад населення села:
| Національність   | Кількість осіб | Відсоток |
| ---------------- | -------------- | -------- |
| росіяни-липовани | 1036           | 55,0%    |
| румуни           | 828            | 44,0%    |
| цигани           | 18             | 1,0%     |

Рідною мовою назвали:
| Мова      | Кількість осіб | Відсоток |
| --------- | -------------- | -------- |
| російська | 1035           | 55,0%    |
| румунська | 828            | 44,0%    |
| циганська | 19             | 1,0%     |